# Otakar Šenovský
Otakar Šenovský (* 26. března 1979, Zlín) je český filmový střihač, scenárista a režisér.

## Biografie
Vystudoval VOŠ filmovou v Písku, filmovou vědu na FF UK v Praze v letech 2002 až 2007 střih na FAMU v Praze. V roce 2005 získal hlavní cenu na MAXIM FAMUFEST 2005 za střih. V roce 2013 byl nominován na ocenění Český lev za filmovou tvorbu roku 2012 v kategorii Nejlepší střih za film Okresní přebor – Poslední zápas Pepika Hnátka.

## Filmografie
- Čtvrtá hvězda (TV seriál) (2014)
- Díra u Hanušovic (2014)
- Maják (2013)
- Nejmenší slon na světě (TV seriál) (2013)
- Nevinné lži (TV seriál) (2013)
- Okresní přebor - Poslední zápas Pepika Hnátka (2012)
- Autopohádky (2011)
- Čapkovy kapsy (TV seriál) (2011)
- Love (2011)
- Graffitiger (studentský film) (2010)
- Okresní přebor (TV seriál) (2010)
- Zoufalci (2009)
- Den jednoho herce (2008)
- František je děvkař (2008)